# Гамбел (Аљаска)
Гамбел (енгл. Gambell) град је у америчкој савезној држави Аљаска.

## Демографија
По попису из 2010. године број становника је 681, што је 32 (4,9%) становника више него 2000. године.
| Група             | 2000.     | 2010.     |
| Белци             | 23 (3,5%) | 25 (3,7%) |
| Афроамериканци    | 0 (0,0%)  | 0 (0,0%)  |
| Азијати           | 3 (0,5%)  | 1 (0,1%)  |
| Хиспаноамериканци | 2 (0,3%)  | 3 (0,4%)  |
| Укупно            | 649       | 681       |